# Ponte des Bergues
O Pont des Bergues fica sobre o rio Ródano em Genebra, na Suíça, e é a segunda ponte deste rio depois de ter saído do lago Lemano. 
Ponte aberta só a peões e ciclistas encontra-se a jusante da ponte do Monte Branco e permite aceder á Ilha Rousseau.

## Etimologia
O nome des Bergues que é também o do cais e do quarteirão, fica na margem direita do Ródano e onde se situa actualmente o hotel des Bergues, encontrava-se a  residência dos comerciantes alemães Hans e Jean Kleberger. Os vizinhos chamavam-os "les Clébergue" que veio a tornar-se "les Bergues" .